# Polie

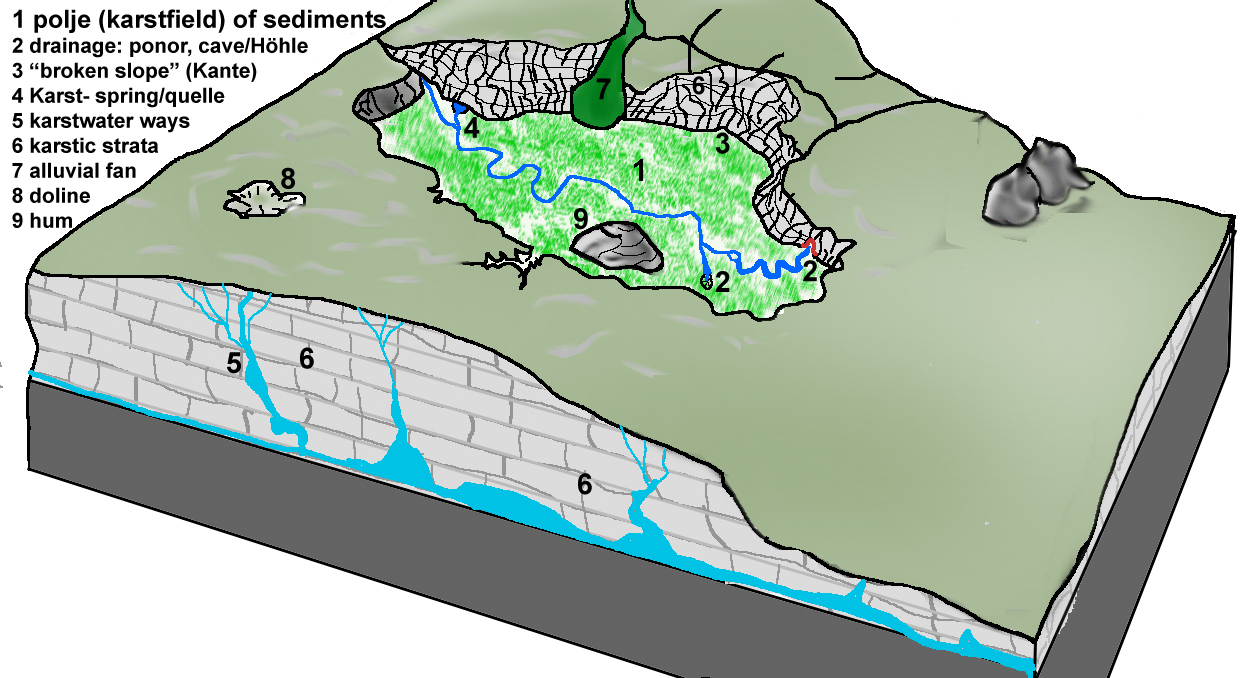
Reprezentarea grafică a unei polie

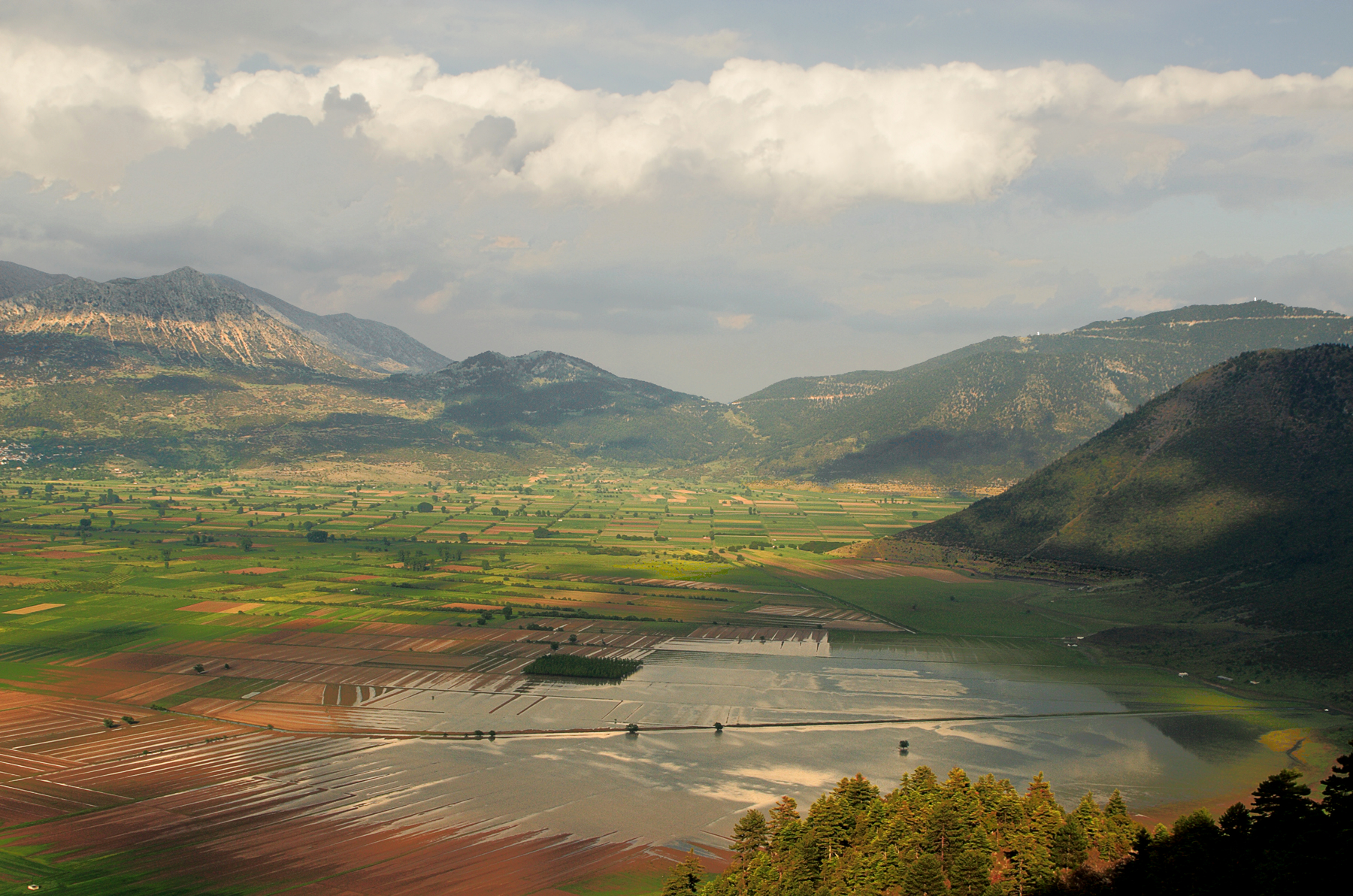
Polie din Nord-Estul insulei Peloponez

Polie sau polje (pronunțat polie; din sârbocroată: polje – câmpie) este o depresiune carstică închisă din toate părțile, în general alungită, mărginită de versanți abrupți, cu fundul (aproape) plat, acoperit cu aluviuni, atingând dimensiuni de la câțiva km până la câteva zeci de km. De obicei se formează prin îngemănarea mai multor uvalas-uri.
Primăvara în polie se acumulează apele de suprafață, formând un lac temporar sau „zaton”. Ulterior, apele din zaton se scurg printr-un orificiu numit „sorb” sau „ponor”.